# Nyíresalja
Nyíresalja (románul: Păltiniș-Ciuc) falu Romániában, Hargita megyében.

## Története
Gyimesfelsőlok része. 1956-ig adatai a városéhoz voltak számítva. A trianoni békeszerződés előtt Csík vármegye Szépvízi járásához tartozott.

## Népessége
2002-ben 431 lakosa volt, ebből 430 magyar és 1 román volt.

## Vallások
Lakói döntő többségében római katolikusok.